# Djiboutisk franc
Djiboutisk franc (DF Franc djibouti) är den valuta som används i Djibouti. Valutakoden är DJF. 1 Franc = 100 centimes.
Valutan infördes 1910 och ersatte den fransk francen.
Valutan har en fast växelkurs sedan 1973 till kursen 0.005 USA-dollar, det vill säga 100 Franc = 0.50 USD och 1 USD = 177.72 DJF.

## Användning
Valutan ges ut av Banque Centrale de Djibouti - BCD som grundades 1848, ombildad 1952 och har huvudkontoret i Djibouti.

## Valörer
- mynt: 1, 2, 5, 10, 20, 50, 100 och 500 Franc
- underenhet: används ej, tidigare centimes
- sedlar: 100 1000, 2000, 5000 och 10.000 DJF